# 桐丘 (東京都北區)
桐丘（日语：／ Kirigaoka */?）是日本東京都北區的地名。郵遞區號為115-0054。2013年12月1日為止的人口有6,491人。

## 地理
位於北區西北部，北鄰赤羽北，東接赤羽台，南連赤羽西，西通板橋區小豆澤。
桐丘大半為都營住宅，形成「巨型團地」。此外，周邊地區還有都營桐丘赤羽台公寓（赤羽台四丁目）、都營赤羽西五丁目公寓（赤羽西五丁目），都營赤羽北三丁目公寓（赤羽北三丁目），都市再生機構赤羽台團地（赤羽台一、二丁目）、都市再生機構赤羽台4丁目團地（赤羽台四丁目）、東京MEGA CITY（東京メガシティ）（赤羽北三丁目）等，組成龐大的「巨型團地群」。
在住居表示方面，南部為一丁目，北部為二丁目。一般常以都營桐丘公寓アパート的建物名分為「E地區」、「W地區」（以上一丁目），「N地區」（二丁目）3區。
隨著都營桐丘團地再生計畫的進行，名稱不含「E」與「W」的建物逐漸增加，因此最近「E地區」開始改稱「東地區」，「W地區」改稱「西地區」。
但N地區所有的都營住宅建物名都有「N」，因此仍未改稱「北地區」。
二丁目地勢較一丁目傾斜。
本地屬赤羽警察署、赤羽消防署、赤羽郵便局管轄。

## 歷史

### 地名由來
來自過去的桐丘小學校。

## 交通

### 鐵路
本地無鐵路車站，步行可至JR東日本赤羽站與北赤羽站、東京都交通局本蓮沼站與志村坂上站。

### 巴士
赤羽站西口的國際興業巴士可至桐丘，路線班次密集。

#### 巴士站
- 赤羽都營住宅（あかばねとえいじゅうたく）
- 赤羽鄉（あかばねごう）
- 赤羽西六丁目（あかばねにしろくちょうめ）
- 八幡小學校北
- 體育館（たいいくかん）
- 桐丘分室（きりがおかぶんしつ）
- 桐丘二丁目（きりがおかにちょうめ）
- 北團地（きただんち）

#### 巴士路線
- 赤羽站～王子站線（赤50）　※王23不經桐丘。
- 赤羽站～池袋站線（赤51、赤57、赤57-2）　※赤973不經桐丘。
- 赤羽站～蓮沼循環線（赤52）　※赤52-23不經桐丘。
- 赤羽站～常盤台站線（赤53、赤93）
- 赤羽站～桐丘循環線（赤54、赤54-1、赤96、赤54-2）
- 赤羽站～西丘、赤羽車庫線（赤55、赤80、赤80-2）　※赤80部分班次與赤95不經桐丘。

- 赤羽站～高島平操車場線（赤56，赤56-2，赤56-3，赤73）

### 道路
- 東京都道445號常盤台赤羽線（日语：東京都道445号常盤台赤羽線）

## 設施

### 保育園
- 北區立桐丘保育園（一丁目）
- 社會福祉法人日之基社會事業團日之基保育園（一丁目）

※北區立桐丘南保育園位於赤羽西五丁目。

### 學童保育等
- 北區桐丘育成室（一丁目）
- 北區桐丘兒童館（一丁目）

### 福祉、介護
- 北區高齡者在宅服務中心 桐丘山吹莊（桐ケ丘やまぶき荘）（一丁目）
- 北區在宅介護支援中心 桐丘山吹莊（一丁目）
- 社會福祉法人日之基社會事業團　養護老人之家 日之基青老閣（一丁目）
- 社會福祉法人北區社會福祉協議會 DAY HOME桐丘（デイホーム桐ヶ丘）（一丁目）
- 北區桐丘授產場（二丁目）

※特定醫療醫療法人財團健康文化會 桐丘訪問看護站 撫子（なでしこ）的所在地為赤羽北三丁目。

### 醫療
- 醫療法人財團 大橋醫院（一丁目）
- 桐丘齒科診所（一丁目）
- 朝日整骨院（アサヒ整骨院）（一丁目）
- 神之川接骨院（かみのがわ接骨院）（一丁目）

※特定醫療法人財團健康文化會 桐丘團地診療所的所在地為赤羽台三丁目。
※桐丘醫院、桐丘整骨院的所在地為赤羽北三丁目。

### 郵局、金融機關
- 北桐丘郵便局（二丁目）
- 城北信用金庫（日语：城北信用金庫）赤羽西口支店桐丘出張所（一丁目）

### 公園
- 桐丘中央公園（一丁目、二丁目）

### 其他公共設施
- 北區桐丘接觸館（二丁目）
- 北區赤羽區民事務所桐丘分室（二丁目）
- 北區桐丘地域振興室（二丁目）
- 北區桐丘游泳池（一丁目）
- 東京都住宅供給公社（日语：東京都住宅供給公社）桐丘管理人立ち寄り所（二丁目）

※北區立桐丘體育館的所在地為赤羽台三丁目。

### 其他
- 桐丘中央商店街（一丁目）

## 教育機關
- 北區立桐丘鄉小學校（一丁目）
- 北區立桐丘中學校（日语：北區立桐ケ丘中学校）（二丁目）

※東京都立桐丘高等學校的所在地為赤羽北三丁目。
※筑波大學附屬桐丘特別支援學校的所在地為板橋區小茂根二丁目。

## 備註
1. ↑  『角川日本地名大辞典 13　東京都』，角川書店，1978年。
2. ↑  人口統計表（平成25年12月1日現在） 的存檔，存档日期2013-12-15.